# SORAHANE
SORAHANE - ソラハネ -は、山形県東村山郡山辺町に本社を置く合同会社アトリエアクアのアダルトゲームブランドである。

## 概要
元々同人サークルであるトラウムブルグ7番地に所属していたポチくん、秋月つかさの2名を中心として2010年に設立されたブランドである。
戯画パートナーブランドの一員。
制作する作品の方向性としては、「ハートウォームストーリー」を掲げており、メジャーデビュー作「AQUA －アクア－」にはその色が濃く表れている。また「命」をテーマに掲げることが多く、「AQUA －アクア－」及び最新作である「さくら、咲きました。」でも命をテーマのひとつにしている。
2023年現在、山形及び東北地方で活動を続けている唯一の商業ブランドである。東北地方の商業ブランドとしては、宮城で活動していたMOREもあったが、2020年に活動を休止している。
ブランド名のSORAHANEは、元々秋月つかさの個人ページの名前であった。後に、秋月つかさはサークル名およびサイト名をHANEKAZEに改めている。

## 沿革
- 2003年：母体となるトラウムブルグ7番地が設立される
- 2010年4月30日：トラウムブルグ7番地のサイトにてブランド名「SORAHANE」を発表する
- 2011年1月28日：処女作となる「AQUA －アクア－」発売
- 2011年12月2日：運営会社である合同会社アトリエアクアが設立される
- 2019年3月30日：全年齢向けブランド「SORAKZAZE」でサイエンス・エモーションノベル「ＴＯＫＩ＊ＳＯＲＡ」のサイトが開設される

## 作品一覧
- AQUA －アクア－ - 2011年1月28日
- さくら、咲きました。 - 2012年8月24日
- はるかかなた - 2014年5月30日

## スタッフ

### 内部スタッフ
- 原画：秋月つかさ、腹ペ娘
- シナリオ：ポチくん、甲二
- パッケージデザイン・シンボルマークデザイン：岩井寛之

### 外注
- 砥石大樹 - シナリオ
- 神凪琉榎 - Webデザイン
- Cura、アサシロ、サトルンルン、むかいきよはる、ふみー、水瀬くうる、七瀬雄二 - 彩色
- 920-K、サトルンルン、Cura、七瀬雄二、安田大輔 - 背景
- Cura - インターフェース
- tO - スクリプト
- TINKERBELL SOUND LABEL - 主題歌、BGM
- 月子 - 主題歌
- Verdammt - ムービー